# Adaptációs képesség

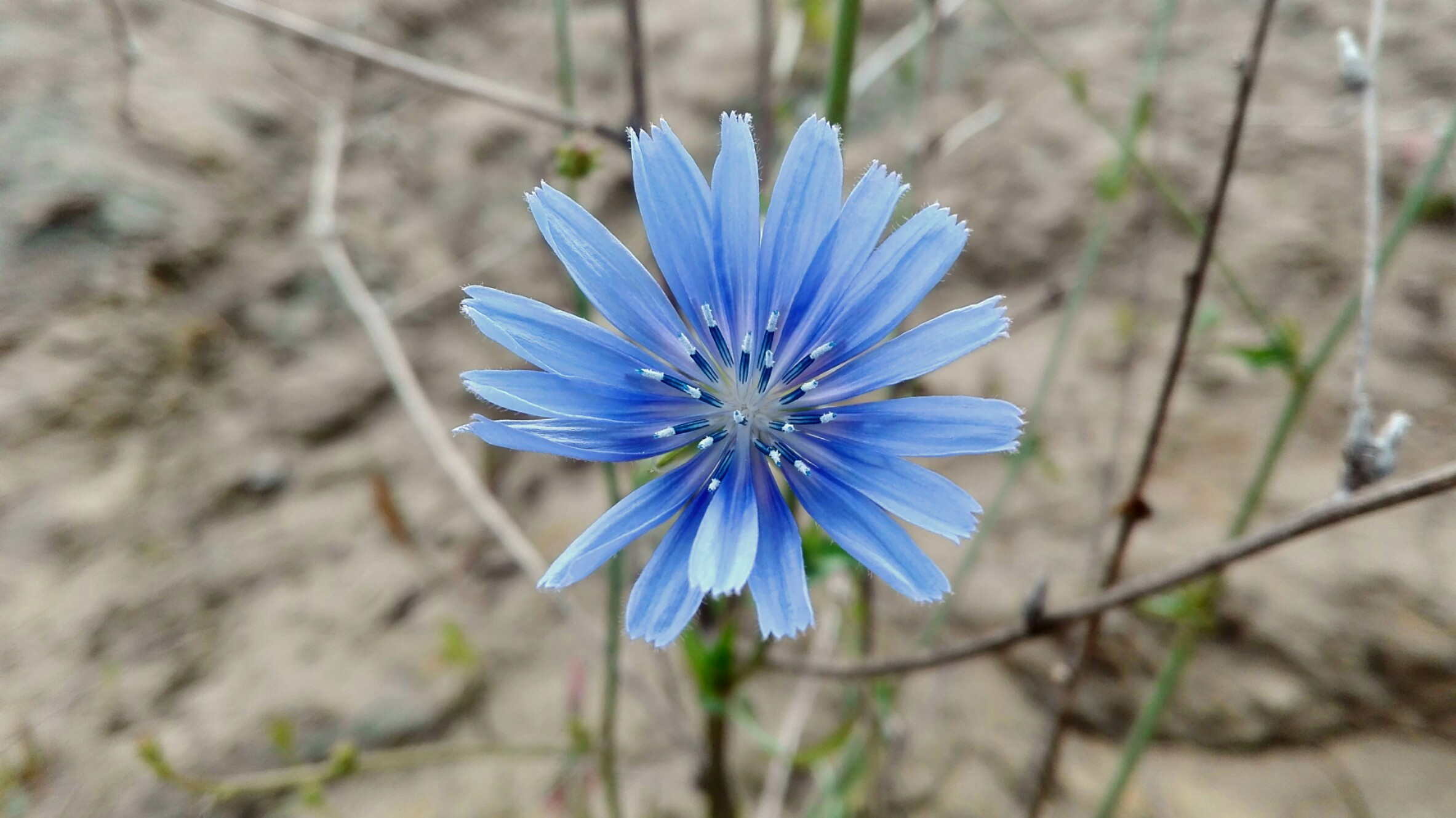
Az élet mindig igyekszik alkalmazkodni a környezetéhez.

A többjelentésű adaptáció és az adaptációs képesség jelensége fontos és gyakori a mindennapokban. Az adaptáció latin eredetű szó (alkalmazás), amelyet alkalmazkodásként is nevezhetünk - az erre való képesség lényegében az alkalmazkodáshoz vezet.
A poliszém fogalmat több kategóriával írhatjuk le, éspedig a tudományossal, a művészetivel, a biológiaival és a viselkedésessel. Mindegyik olyan folyamatra, illetve annak eredményeire utal, amely elősegíti valami alkalmazkodását a környezetéhez, így a megfelelőbb boldogulását is.

## 1. Tudományos adaptáció
Ez a kategória megváltoztatást jelez egy, már meglévő eszközben. Lehet ez valaminek a feljavítása, átalakítása vagy újfajta célra formálása.
Ide tartozik többek között a gépek feljavítása, a programok frissítései, illetve a tudományos kutatások megismétlései is. Ezek nagyon fontosak, hiszen a technika a fejlődése által újabb és újabb módon segítheti elő a mindennapi életet - a kutatások eredményei pedig alapul szolgálnak az innovációknak (a társadalmi berendezkedés bármelyik aspektusában), így megbízhatóságukat és validitásukat ismétléssel ajánlott mélyíteni.

## 2. Művészi adaptáció
A művészi adaptáció egy vagy több, már meglévő alkotást vesz alapul, és egy újat készít belőle (vagy az ihletése által), természetesen az új zsáner elvárásainak megfelelően.
Ide tartozik (a teljesség igénye nélkül) valamely irodalmi mű átdolgozása vagy filmre vitele, zenedarab átalakítása, valamint akár a valóság formába öntése vagy vásznon megragadása. Ez a fajta adaptáció történhet különböző művészeti ágak között, illetve egyen belül is.

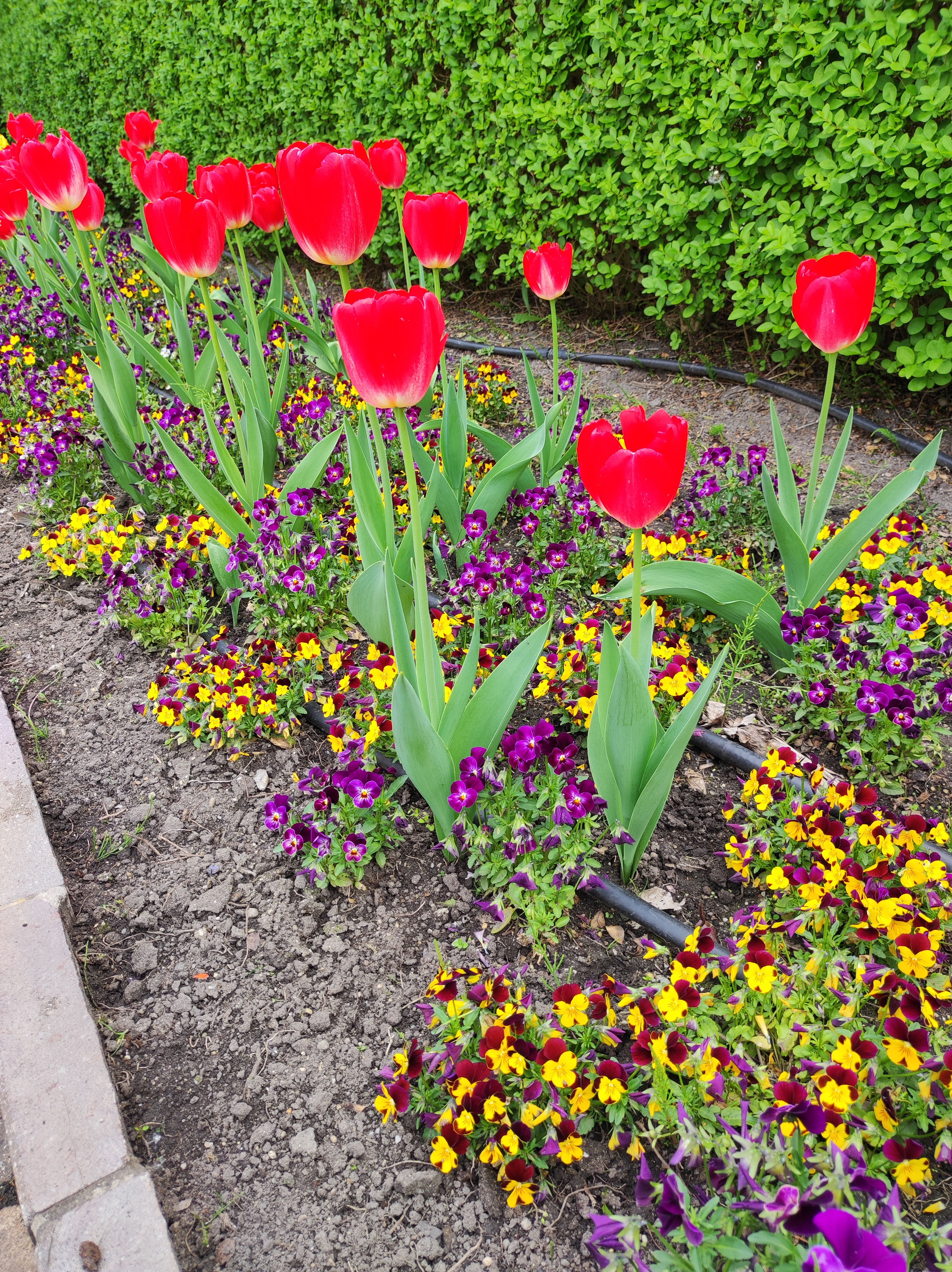
A tulipán az egyik leggyakoribb példa, ami eszünkbe juthat, ha a növények nemesítéséről van szó.

## 3. Biológiai adaptáció
A biológiai adaptációra akkor van szükség, amikor egy élőlény környezete megváltozik, ezáltal szükségessé válik az, hogy (biológiailag) alkalmazkodjon az új feltételeihez. A szervezet változásai itt nincsenek a tudatos szándékhoz vagy erőfeszítéshez kötve - hiszen nem csupán a tudatos életformák sajátja ez a fajta alkalmazkodás.
Biológiai adaptációra példa egyes fajok fogazatának megváltozása. Ez például az egyik markáns jelzője az ember és a csimpánz evolúciós fejlődési útjainak különválásának. Szándékos behatás is elindítja a folyamatot, mint ahogy az egyes növény- vagy állatfajok nemesítésekor az történik.
Az adaptáció az evolúcióbiológia és -kutatások részét is képezi, hiszen talán az egyik legegyértelműbb hozadéka és előrejelzője a természetes kiválasztódásnak.

## 4. Viselkedéses adaptáció
Viselkedéses adaptációnál (a biológiai kategóriához hasonlóan) az élőlény környezete valamilyen formában módosul, amely viselkedésbeli változást, változtatást tesz szükségessé. A biológiaival ellentétben azonban az ilyenfajta alkalmazkodás felett lehet tudatos kontrollja az adaptálódó élőlénynek - például az embernek.
Egyéni szinten is nagy változásokat okozhat, ha valaki elkezd máshogyan viszonyulni, és emiatt viselkedni egy helyzetben - ami fokozottan igaz, ha sokakat érintő változásról van szó! A viselkedéses adaptáció szociokulturális vizsgálata olyan kérdésekkel foglalkozik, mint az emberi faj fejlődése vagy egyes kultúrák, csoportok viselkedése és sorsa ebből a perspektívából.

## Rövid összefoglalás
Az adaptáció mindegyik megjelenési formája fontos ahhoz, hogy az élet megmaradhasson és fejlődhessen az örökké változó világ kihívásai közepette. Valami feljavítása vagy megújítása megkönnyíti az azt használók mindennapjait és boldogulását. A művészi adaptáció a már létezőt idomítja a modern elvárásokhoz, légkörhöz vagy az alkotó szemléletmódjához. Az élőlények szervezetének változásai biztosítják sikeres fennmaradásukat a változó körülményeik közepette is. A viselkedéses alkalmazkodás pedig többek között lehetőséget ad arra, hogy olyan életet hozzunk létre önmagunk számára, amiben megfelelően tudunk boldogulni.